# هاید، منچستر بزرگ
latitudeهاید، منچستر بزرگlongitudeهاید، منچستر بزرگ
هاید، منچستر بزرگ (به انگلیسی: Hyde, Greater Manchester) یک شهرک در بریتانیا است که در انگلستان واقع شده‌است.

## خصوصیات
هاید ۳۱٬۲۵۳ نفر جمعیت دارد.

## خواهرخوانده
شهر کولمر خواهرخواندهٔ هاید، منچستر بزرگ هست.